# Aprossimovka
Aprossimovka (en rus: Апросимовка) és un poble de l'óblast de Lípetsk, a Rússia, que en el cens del 2010 no tenia cap habitant. Pertany al districte rural de Terbuní.